# 瀬戸田町
瀬戸田町（せとだちょう）は、かつての広島県の町。旧豊田郡。現在の尾道市の一部にあたる。

## 地理

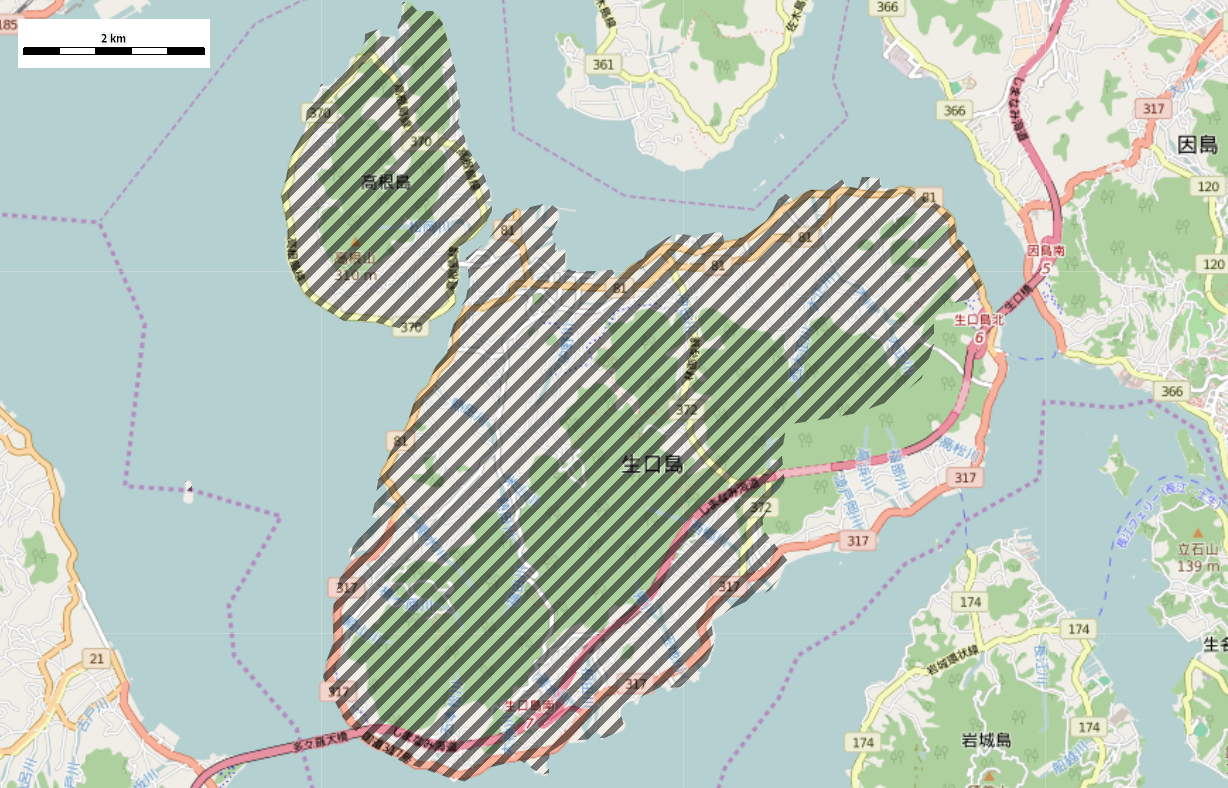
瀬戸田町の目安

瀬戸内海に浮かぶ芸予諸島の生口島の大部分と高根島からなる。生口島の全域は現在尾道市であるが南東部は旧因島市域であり、東側は現在尾道市の因島になる。北側は三原市の佐木島。南から西側にかけて愛媛県今治市になり、西隣が大三島、南側に岩城島や伯方島などが点在する。町の西端には瓢箪島があるが、北側半分が瀬戸田町内にあたる。
古くから塩の生産が行われ、現在では柑橘類が名産となっている。地形は、生口島最高峰の観音山（標高472.3m）から伸びる稜線によって南北で分けられ、北側は比較的緩やかな傾斜で、南側は逆に急傾斜である。
生口島北側および高根島
この地域は市街地・集落地が広がる。生口島と高根島の間の海峡である瀬戸田水道周辺は古くからの港町・門前町で、町の中心である。町の中心地の地名でもある瀬戸田の由来は『芸藩通志』等によると、ここ(地名としての瀬戸田)の瀬戸を埋め立てて田を作ったということから。「西の日光」とも呼ばれる耕三寺がある。高根島の北側は自然海岸が続き、生口島とは瀬戸田水道に架かる高根大橋で結ばれている。
| - 旧瀬戸田町域 - 瀬戸田 せとだ 〒722-2411 - 沢 さわ 〒722-2413 - 旧高根島村域 - 高根 こうね 〒722-2412 - 旧北生口村域 - 鹿田原 しかたはら 〒722-2414 - 中野 なかの 〒722-2415 - 林 はやし 〒722-2416 - 旧名荷村域 - 名荷 みょうが 〒722-2417 | - 旧西生口村域 - 垂水 たるみ 〒722-2404 - 福田 ふくだ 〒722-2405 |

生口島南側
西瀬戸自動車道（しまなみ海道あるいは生口島道路）が通り生口島南ICが町の玄関口になり、大三島とは多々羅大橋で結ばれている。御寺地区は光明坊の門前町そして塩田があった頃の名残が残っている。なお生口島北IC、因島と結ばれている生口橋周辺は旧因島市域になる。
- 旧南生口村域
  - 御寺 みてら 〒722-2401
  - 宮原 みやばら 〒722-2402
  - 荻 おぎ 〒722-2403

### 山
- 観音山（標高472.3m）生口島はもとより、芸予諸島で最高峰を誇る山。別名「火瀧山(ひのたきさん)」と呼ばれ、その昔この山で狼煙を上げていたことに由来。また雨乞い祈祷の霊場としても知られ、毎年4月の第2日曜日には火瀧観音大祭が行われる。
- 牡蠣山（標高408.1m）
- 高根山（標高 310.2m 322m 157m）

高根島の西側にある山。三つの嶺がある。山の南西部の形状から地元では「片富士」と呼ばれる。「滝山」とも呼ばれ山頂より少し下がった場所に「滝山観音」を祀る観音堂がある。

### 島
- 生口島
- 高根島
- 瓢箪島[注 1]

## 略歴

### 市町村制施行以後
- 1889年4月1日 - 市町村制施行。現在の瀬戸田町域は、当時いずれも豊田郡に属していた。以下にその町村を示す[4]。
  - 初代瀬戸田町 - 瀬戸田町と沢村が合併して成立。
  - 西生口村 - 垂水村と生口福田村が合併して成立。
  - 北生口村 - 林村と生口中野村、鹿田原村が合併して成立。
  - 南生口村 - 御寺村、宮原村と荻村が合併して成立。
  - 高根島村
  - 名荷村
- 1937年4月1日 - 初代の瀬戸田町と西生口村が対等合併して2代目の瀬戸田町が成立[4]。
- 1944年4月1日 - 2代目の瀬戸田町と北生口・高根島・名荷各村が対等合併して3代目の瀬戸田町が成立[4]。

### 4代目瀬戸田町成立以後
- 1955年4月1日 - 3代目の瀬戸田町と南生口村が対等合併して4代目の瀬戸田町が成立する[4]。
- 1970年7月27日 - 高根大橋が開通し、高根島と生口島が陸続きになる[4][5]。
- 1991年12月8日 - 生口橋が開通し、向島・因島を介して生口島・高根島が本土と陸続きになる[4]。
- 1999年5月1日 - 西瀬戸自動車道（瀬戸内しまなみ海道）が全通し、四国とも陸続きになる[4]。
- 2004年2月14日 - 大規模な山火事が発生し、因島側も含めて391haが消失。広島県の平成年間における最大規模[6]。
- 2006年1月10日 - 隣接する因島市とともに尾道市に編入されて消滅する。
  - この際、因島市との「しまなみ市」構想や、佐木島経由での新たな架橋計画も含めた三原市との合併など模索されている[7]。

### 瀬戸田町域の変遷
以下に瀬戸田町域の変遷を示す。なお、表中の年月日は町村制および市町村合併による新自治体の施行年月日である。
| 市町村制 施行以前 の郡域 | 市町村制 施行以前 の町村域 | 1889年 （明治22年） 04月01日 | 1937年 （昭和12年） 04月01日 | 1944年 （昭和19年） 04月01日 | 1955年 （昭和30年） 04月01日 | 2006年 （平成18年） 01月10日 |
| ------------------------ | -------------------------- | ---------------------------- | ---------------------------- | ---------------------------- | ---------------------------- | ---------------------------- |
| 豊田郡                   | 瀬戸田町                   | 瀬戸田町                     | 瀬戸田町                     | 瀬戸田町                     | 瀬戸田町                     | 尾道市                       |
| 豊田郡                   | 沢村                       | 瀬戸田町                     | 瀬戸田町                     | 瀬戸田町                     | 瀬戸田町                     | 尾道市                       |
| 豊田郡                   | 垂水村                     | 西生口村                     | 瀬戸田町                     | 瀬戸田町                     | 瀬戸田町                     | 尾道市                       |
| 豊田郡                   | 生口福田村                 | 西生口村                     | 瀬戸田町                     | 瀬戸田町                     | 瀬戸田町                     | 尾道市                       |
| 豊田郡                   | 林村                       | 北生口村                     | 北生口村                     | 瀬戸田町                     | 瀬戸田町                     | 尾道市                       |
| 豊田郡                   | 生口中野村                 | 北生口村                     | 北生口村                     | 瀬戸田町                     | 瀬戸田町                     | 尾道市                       |
| 豊田郡                   | 鹿田原村                   | 北生口村                     | 北生口村                     | 瀬戸田町                     | 瀬戸田町                     | 尾道市                       |
| 豊田郡                   | 高根島村                   | 高根島村                     | 高根島村                     | 瀬戸田町                     | 瀬戸田町                     | 尾道市                       |
| 豊田郡                   | 名荷村                     | 名荷村                       | 名荷村                       | 瀬戸田町                     | 瀬戸田町                     | 尾道市                       |
| 豊田郡                   | 御寺村                     | 南生口村                     | 南生口村                     | 南生口村                     | 瀬戸田町                     | 尾道市                       |
| 豊田郡                   | 宮原村                     | 南生口村                     | 南生口村                     | 南生口村                     | 瀬戸田町                     | 尾道市                       |
| 豊田郡                   | 荻村                       | 南生口村                     | 南生口村                     | 南生口村                     | 瀬戸田町                     | 尾道市                       |

## 主要施設
- ベル・カントホール
- 平山郁夫美術館

## 名所・旧跡
- 耕三寺
- 平山郁夫美術館
- サンセットビーチ
- シトラスパーク瀬戸田
- 向上寺
- 光明坊
- 多々羅大橋

## 年中行事
- 元旦会（1月1日 - 1月3日）
- 涅槃会（3月下旬）
- 名荷神楽【広島県無形民俗文化財】（4月第1日曜日）
- ホーランエンヤ（7月上旬）
- 天秤祭（8月14日）
- 瀬戸田夏まつり（8月16日）
- 灯籠流し（8月下旬）
- 茶筅供養法要供茶式（11月3日）

## 産業
- 農業はミカン・レモン・八朔・ネーブルなどの柑橘系の栽培が行われている。
- この他海に面していることから造船業や漁業（タコなど）も主力産業になっている。

## 交通（2006年1月9日当時のデータ）

### 鉄道
- 町内は全く通っていない。最寄駅はJR山陽本線尾道駅かJR山陽新幹線・山陽本線三原駅になる。どちらも瀬戸田港から船での直通便がある。

### 道路
- 高規格道路
  - 西瀬戸自動車道（瀬戸内しまなみ海道）が通っており、町内には以下の施設がある。
    - 生口島南IC
    - 瀬戸田PA

- 国道
  - 国道317号

- 主要地方道
  - 広島県道81号生口島循環線

- 一般県道
  - 広島県道370号高根島線
  - 広島県道372号林御寺線
  - 広島県道466号向島因島瀬戸田自転車道線

### 船舶
- 沢港
- 瀬戸田港

## 教育（2006年1月9日当時のデータ）

### 小学校
- 瀬戸田町立瀬戸田小学校
- 瀬戸田町立南小学校

### 中学校
- 瀬戸田町立瀬戸田中学校
- 瀬戸田町因島市中学校組合立生口中学校

### 高等学校
- 広島県立瀬戸田高等学校

### 大学
- 町内に大学はない。

### 専門学校
- 町内に専門学校はない。

### その他の教育機関
- 広島県立三原養護学校瀬戸田分級[注 2]

### 学校教育以外の施設
- 市内に学校教育以外の施設に該当する施設はない。

### 統廃合および廃止された教育機関
- 小学校[注 3]
  - 瀬戸田町立瀬戸田小学校
  - 瀬戸田町立高根小学校
  - 瀬戸田町立名荷小学校
  - 瀬戸田町立北小学校
  - 瀬戸田町立西小学校

## 電気
才賀藤吉が1912年（大正元年）8月瀬戸田町における電気事業の許可を受けたものの直後に才賀電機商会は破綻し会社設立（瀬戸田電気）に至らなかった。因島電気により電灯がともるようになったのは1919年（大正8年）のことであった。

## 瀬戸田町出身の有名人
- 平山郁夫 - 画家
- 平山助成 - 平山郁夫美術館館長
- 河原真 - ミュージシャン
- 島田哲夫 - スポーツ哲学研究者
- 男色ディーノ - プロレスラー
- 山本雅之（本名・杉原雅之） -  作曲家。明治42年 名荷出身。代表曲『森の小人』『瀬戸田小唄』など

## その他

### 電話
- 市外局番は以下の区分となっている[10]。

- 2005年2月4日以前
  - 因島MA 08452 (2 - 9) 因島市、豊田郡瀬戸田町

- 2005年2月5日以後
  - 因島MA 0845 (20 - 39) 因島市、豊田郡瀬戸田町

### 郵便
- 郵便物の集配は、以下の郵便局が行っている。
  - 瀬戸田郵便局:722-24xx

- 1985年9月9日まで、以下の町域については御寺郵便局が集配していた[11][注 4]。
  - 荻
  - 高根
  - 早瀬
  - 御寺
  - 宮原

### ナンバープレート
- 自動車や軽自動車、二輪車などは福山市高西町に中国運輸局広島運輸支局福山自動車検査登録事務所や軽自動車検査協会広島主管事務所福山支所があり、同町を福山ナンバーとして統括している。